# Phyllis Diller
Phyllis Ada Driver (17. juli 1917 – 20. august 2012) var en amerikansk skuespillerinde og komiker.